# リヴェス・レイハナ
リヴェス・レイハナ（Rivez Reihana、2000年5月25日 - ）は、スーパーラグビー・パシフィッククルセイダーズに所属するラグビーユニオン選手。

## プロフィール
- ニュージーランド出身[1]。
- ポジションはスタンドオフ(SO)、フルバック(FB)。
- 身長 189cm、体重 94kg
- U20ニュージーランド代表に選ばれたことがある[2]。
- マオリ・オールブラックスに選ばれたことがある[3]。

## 略歴
ワイカト、チーフス、ノースランドを経て、2024年、クルセイダーズに加入。
2025年6月21日、2025年スーパーラグビー・パシフィックプレーオフ決勝チーフス戦にて11点をあげる活躍で優勝に貢献。試合後マンオブマッチに選ばれた。